# Fritz Voigt
Pour les articles homonymes, voir Voigt.
Fritz Voigt (né le 18 novembre 1882 à Trebra, mort le 1er mars 1945 à Berlin) est un syndicaliste devenu homme politique allemand, résistant au nazisme.

## Biographie
Fritz Voigt commence à travailler dans le bâtiment. Il fait son service militaire de 1902 à 1905. En 1908, il s'inscrit au syndicat Deutscher Bauarbeiter-Verband. En août 1914, il participe à la Première Guerre mondiale. En novembre 1918, il est élu président du Conseil central de soldats de Silésie et délégué au premier Congrès du Reichsrat. Il est aussi élu au Conseil central de la République socialiste allemande. En tant que membre du SPD, il est membre de l'Assemblée nationale de Weimar en 1919 et 1920 pour la circonscription de Breslau. Il démissionne en 1920 et reste jusqu'en 1923 de l'association des travailleurs de la métallurgie et de la construction de Silésie.
Après l'arrivée au pouvoir des nazis, il est arrêté en mars 1933 et détenu jusqu'en janvier 1934 dans les camps de concentration de Dürrgoy, Esterwegen et Lichtenburg. Au cours des dix années suivantes, il est responsable d'une entreprise de construction de logement. Fritz Voigt est dès 1940 en contact à Berlin avec Jakob Kaiser et Wilhelm Leuschner et conspire à Breslau avec Franz Leuninger et Fritz-Dietlof von der Schulenburg.
A sa libération, en 1941, il épouse Elli Giese. Ils ont une fille, Monika Klautzsch en 1943. Ils s'installent à Schönow (de), où ils s'emploient à réactiver les groupes de résistance locaux,.
Après l'échec du complot du 20 juillet 1944, il est arrêté le surlendemain au cours de l'Aktion Gitter et amené à la prison de Lehrter Straße. Le 26 février 1945, le Volksgerichtshof le condamne en compagnie de Franz Leuninger et Oswald Wiersich à la peine de mort. Il est pendu à la prison de Plötzensee.